# آنتونیو موری
آنتونیو موری (انگلیسی: Antonio Murray؛ زادهٔ ۱۵ سپتامبر ۱۹۸۴) بازیکن فوتبال اهل بریتانیا است.
از باشگاه‌هایی که در آن بازی کرده‌است می‌توان به باشگاه فوتبال کمبریج یونایتد، باشگاه فوتبال هیستون، باشگاه فوتبال هیبرنین، باشگاه فوتبال چلمزفورد سیتی، و باشگاه فوتبال ایپسویچ تاون اشاره کرد.